# 中国海洋工程咨询协会
中国海洋工程咨询协会是中华人民共和国海洋工程科技工作者组成的群众性学术团体，是中国科学技术协会主管的社会团体，2010年在北京市成立。